# クリス・エリス
クリス・エリス（Chris Ellis, 本名：Christopher Ellis、1956年4月14日 - ）は、アメリカ合衆国の俳優。
ダラス出身。主に脇役で多くの映画・テレビドラマに出演、警察官や軍人、政府職員や政治家の役を演じることが多い。

## 主な出演作品

### 映画
- トム・ソーヤとペテン師たち Rascals and Robbers: The Secret Adventures of Tom Sawyer and Huckleberry Finn (1982) テレビ映画
- デイズ・オブ・サンダー Days of Thunder (1990)
- いとこのビニー My Cousin Vinny (1992)
- アンダーカバー・ブルース/子連れで銃撃戦!? Undercover Blues (1993)
- アダムス・ファミリー2 Addams Family Values (1993)
- ヴァイラス Ghost in the Machine (1993)
- マック★テン/MAC★10 In the Line of Duty: The Price of Vengeance (1994) テレビ映画
- クリムゾン・タイド Crimson Tide (1995)
- リトル・プリンセス A Little Princess (1995)
- アポロ13 Apollo 13 (1995)[1]
- 闇を見つめる瞳 The Tie That Binds (1995)
- ショックウェーブ Sticks & Stones (1996)
- すべてをあなたに That Thing You Do! (1996)
- スリーウイメン/この壁が話せたら If These Walls Could Talk (1996) テレビ映画
- 背徳の涯て/女教師の罪と代償 Her Costly Affair (1996) テレビ映画
- コン・エアー Con Air (1997)
- ビーン	 Bean (1997)
- デッドライン On the Line (1997) テレビ映画
- ミセス・ラスベガスの幸せを見つける方法	 Sparkler (1997)
- ウワサの真相/ワグ・ザ・ドッグ Wag the Dog (1997)
- マックスQ Max Q (1998) テレビ映画
- ペンタゴン・ウォーズ The Pentagon Wars (1998) テレビ映画
- GODZILLA Godzilla (1998)
- アルマゲドン Armageddon (1998)
- 100万回のウィンク Home Fries (1998)
- 遠い空の向こうに October Sky (1999)
- ザ・ウォッチャー The Watcher (2000)
- ドメスティック・フィアー Domestic Disturbance (2001)
- PLANET OF THE APES/猿の惑星 Planet of the Apes (2001)
- キャッチ・ミー・イフ・ユー・キャン Catch Me If You Can (2002)
- ワンダーランド Wonderland (2003)
- Uボート 最後の決断 In Enemy Hands (2004)
- ヘルター・スケルター2004 Helter Skelter (2004) テレビ映画
- アイランド The Island (2005)
- デビルズ・リジェクト マーダー・ライド・ショー2 The Devil's Rejects (2005)
- ディック&ジェーン 復讐は最高! Fun with Dick and Jane (2005)
- トランスフォーマー Transformers (2007)
- ダイ・ハード4.0 Live Free or Die Hard (2007)
- スパイアニマル・Gフォース G-Force (2009)
- ダークナイト ライジング The Dark Knight Rises (2012)[2]
- ザ・ゲスト The Guest (2014)
- ジェサベル Jessabelle (2014)
- マクファーランド 栄光への疾走 McFarland, USA	 (2015)
- スーサイド・ライブ The Show (2017)
- ターキー・パニック The Oath (2018)

### テレビドラマ
- 警察署長 Chiefs (1983) ミニシリーズ
- メルローズ・プレイス Melrose Place (1993)
- NYPDブルー NYPD Blue (1993)
- マーダー・ワン Murder One (1996)
- X-ファイル The X-Files (1996)
- 宇宙の法則 Space: Above and Beyond (1996)
- ミレニアム Millennium (1996)
- アーリス Arli$$ (1996-1999)
- ザ・プリテンダー 仮面の逃亡者 The Pretender (1997)
- シカゴ・ホープ Chicago Hope (1997)
- フロム・ジ・アース/人類、月に立つ From the Earth to the Moon (1998) ミニシリーズ
- アトミック・トレイン Atomic Train (1999) ミニシリーズ
- ハーシュ・レルム Harsh Realm (2000)
- ロズウェル - 星の恋人たち Roswell (2000)
- Dr.マーク・スローン Diagnosis Murder (2001)
- シックス・フィート・アンダー Six Feet Under (2002)
- ゴッサム・シティ・エンジェル Birds of Prey (2002)
- ザ・プラクティス ボストン弁護士ファイル The Practice (2002)
- エイリアス Alias (2002)
- NCIS 〜ネイビー犯罪捜査班 NCIS: Naval Criminal Investigative Service (2003-2004)
- 犯罪捜査官ネイビーファイル JAG (2004)
- 黙示録 〜神の暗号を解く Revelations (2005) ミニシリーズ
- CSI:ニューヨーク CSI: NY (2005)
- クリミナル・マインド FBI行動分析課 Criminal Minds (2006)
- ザ・ホワイトハウス The White House (2006)
- ゴースト 〜天国からのささやき Ghost Whisperer (2006)
- 失踪 VANISHED Vanished (2006)
- ザ・ユニット 米軍極秘部隊 The Unit (2006-2007)
- ラスベガス Las Vegas (2007)
- ヴェロニカ・マーズ Veronica Mars (2007)
- BURN NOTICE 〜消されたスパイ Burn Notice (2007-2008)
- コールドケース 迷宮事件簿 Cold Case (2008)
- ナイトライダーNEXT Knight Rider (2009)
- ターミネーター:サラ・コナー クロニクルズ Terminator: The Sarah Connor Chronicles (2009)
- The Office The Office (2009)
- JUSTIFIED 俺の正義 Justified (2010)
- ジーク アンド ルーサー Zeke and Luther (2010)
- メンタリスト The Mentalist (2010)
- リーガルに恋して Fairly Legal (2011)
- CSI:科学捜査班 CSI: Crime Scene Investigation (2011)
- LAW & ORDER:LA Law & Order: Los Angeles (2011)
- ザ・プロテクター/狙われる証人たち In Plain Sight (2011)
- ハリーズ・ロー 裏通り法律事務所 Harry's Law (2011)
- ザ・ファインダー 千里眼を持つ男 The Finder (2012)
- ポリティカル・アニマルズ Political Animals (2012) ミニシリーズ
- ウェアハウス13 〜秘密の倉庫 事件ファイル〜 Warehouse 13 (2013)
- マッドメン Mad Men (2015)
- MURDER IN THE FIRST/第1級殺人 Murder in the First (2015)
- ティーン・スパイ K.C. K.C. Undercover (2015)
- ハンド・オブ・ゴッド Hand of God (2017)
- ヤング・シェルドン Young Sheldon (2018)
- 9-1-1: Lone Star 9-1-1: Lone Star (2020)
- ホームカミング Homecoming (2020)